# Antoni Palluth
Antoni Palluth, ps. Lenoir (ur. 11 maja 1900 w Pobiedziskach, zm. 18 kwietnia 1944 w Sachsenhausen) – podporucznik rezerwy łączności Wojska Polskiego, powstaniec wielkopolski, radiotechnik, kryptolog, inżynier, współuczestnik rozwiązania niemieckiego szyfru Enigma i konstruktor urządzeń szyfrujących.

## Życiorys
W 1918 ukończył Gimnazjum im. Marii Magdaleny w Poznaniu. W grudniu 1918 roku wziął czynny udział w powstaniu wielkopolskim. 28 stycznia 1919 roku wstąpił jako ochotnik do Kompanii Szkolnej Radiotelegraficznej w Poznaniu. 17 maja 1919 roku odkomenderowany został do I Lekkiej Radiostacji Polowej (przemianowanej później na Radiostację Polową Nr 12). W obsłudze radiostacji, która była przydzielona do 2 Dywizji Strzelców Wielkopolskich, walczył na odcinku północnym frontu wielkopolskiego, a następnie wziął udział w zajęciu Pomorza.
Uczestniczył w wojnie polsko-bolszewickiej, obsługiwał radiostację zainstalowaną w pociągu Naczelnego Wodza. Wiosną 1920 roku uczestniczył w wyprawie kijowskiej oraz w zagonie na Koziatyń Dywizji Jazdy. 18 grudnia 1920 roku przydzielony został do Plutonu Radiotelegraficznego Ciężkiego Nr IV, w którym pełnił obowiązki oficera stacyjnego Radiostacji Polowej Nr 28 (radiostacja należała do 2 Armii). 17 czerwca 1921 roku został przeniesiony do Kompanii Zapasowej Radiotelegraficznej 2 Batalionu Zapasowego Radiotelegraficznego, a 22 czerwca 1921 roku zwolniony z czynnej służby wojskowej i przeniesiony do rezerwy w stopniu sierżanta. W latach 1921–1925 studiował na Wydziale Inżynierii Lądowej Politechniki Warszawskiej. Posiadał znajomość języka niemieckiego (także dialektów niemieckich), oraz wiedzę w zakresie kryptologii i doświadczenie w radiokomunikacji.
1 czerwca 1924 roku został zatrudniony w Oddziale II Sztabu Generalnego, w charakterze specjalisty w dziale szyfrów wojskowych, po uprzednim specjalnym przeszkoleniu. Awansowany na podporucznika ze starszeństwem z 1 lipca 1925 roku w korpusie oficerów rezerwowych łączności.
W 1928 współzałożyciel oraz dyrektor spółki pod nazwą Wytwórnia Radiotechniczna AVA, założonej dzięki wsparciu Oddziału II Sztabu Głównego WP. Założycielami spółki byli także: bracia Leonard oraz Ludomir Danilewicz oraz Edward Fokczyński. Kierownikiem technicznym Wytwórni był Tadeusz Heftman. Jak podkreślał ówczesny dowódca kompanii radiowywiadu Tadeusz Lisicki – "Prawie od czasu swego powstania była głównym dostawcą sprzętu radiowego i specjalnego dla Sztabu Głównego i odegrała znaczną rolę w rozwiązaniu "Enigmy".
W roku akademickim 1928/1929 wykładowca tajnego kursu kryptologii na Uniwersytecie Poznańskim, w którym uczestniczyli m.in. Marian Rejewski, Henryk Zygalski i Jerzy Różycki, późniejsi główni autorzy rozwiązania niemieckiego uniwersalnego szyfru maszynowego Enigma. W 1931 wykładowca kursu dla szyfrantów w Poznaniu, także z udziałem  Rejewskiego, Zygalskiego i Różyckiego.
Po wybuchu II wojny światowej Biuro Szyfrów, w skład którego wchodził również inż. Antoni Palluth, ewakuowało się do Rumunii, a stamtąd do Francji do zamku „Vignolles” w miejscowości Gretz-Armainvilliers pod Paryżem. Po klęsce Francji w czerwcu 1940 grupa kryptologów przeniosła się do miejscowości Uzès znajdującej się na terytorium Vichy.
Polska grupa „300” działała w południowej Francji do listopada 1942, w związku z zajęciem przez Niemców również południowej części Francji. Palluth wraz z innymi kryptologami usiłował przedostać się do Hiszpanii, a następnie do Wielkiej Brytanii. Został ujęty przez Niemców na granicy hiszpańskiej i wywieziony wraz z Edwardem Fokczyńskim do obozu koncentracyjnego Sachsenhausen nieopodal Oranienburga. Obaj zginęli 18 kwietnia 1944 w czasie bombardowania przez samoloty alianckie. Jego symboliczny grób znajduje się na cmentarzu Powązkowskim w Warszawie (kwatera 205-2-6).

## Odznaczenia i upamiętnienie
Pośmiertnie, postanowieniem z 1 września 2006 prezydent Lech Kaczyński „w uznaniu wybitnych zasług dla niepodległości Rzeczypospolitej Polskiej”, odznaczył go Krzyżem Wielkim Orderu Odrodzenia Polski. Został odznaczony Złotym Krzyżem Zasługi i pośmiertnie Złotym Krzyżem Zasługi z Mieczami. Jego imieniem nazwana została jedna z ulic na Służewie w Warszawie.
Postać Antoniego Pallutha występuje w filmie Sekret Enigmy z 1979 r. w reżyserii Romana Wionczka. Jego rolę zagrał Tadeusz Pluciński.
10 i 11 grudnia 2022 w Centrum Szyfrów Enigma odbyła się premiera spektaklu pt. ,,Radiota", poświęconego Antoniemu Palluthowi.

## Życie prywatne
Z małżeństwa zawartego z Jadwigą Wiktorią ze Szczodrowskich pozostawił dwóch synów: Jerzego Edwarda i Andrzeja Antoniego.